# Nektar (Mythologie)

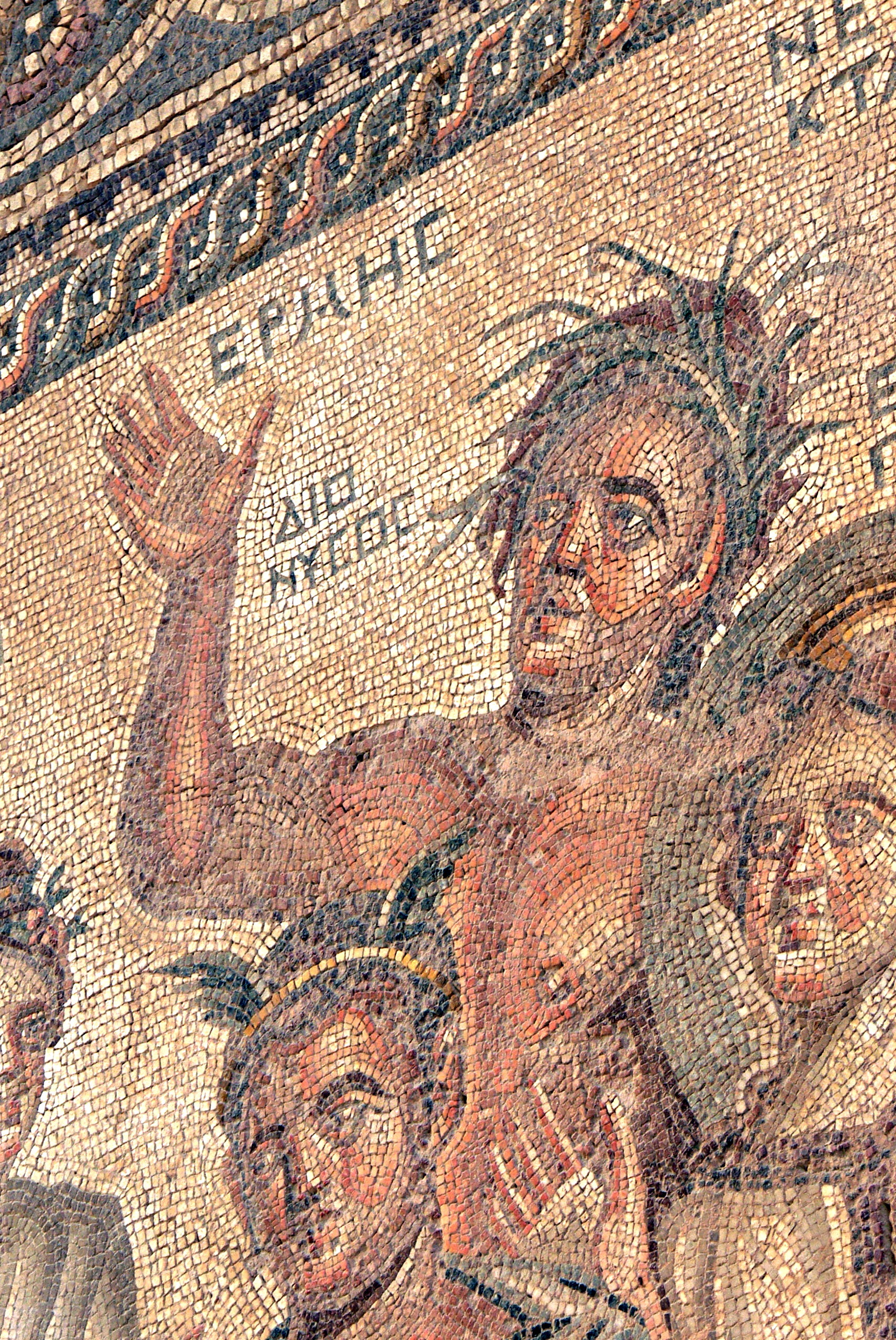
Personifikation des Nektar, Haus des Aion, Paphos (Zypern), 4. Jh. n. Chr.

Nektar (altgriechisch νέκταρ) ist in der griechischen Mythologie Nahrung für die Götter – ebenso wie Ambrosia.

## Begriffsgeschichte, Unterschiede zu Ambrosia
Man glaubt, dass ursprünglich nicht zwischen Nektar und Ambrosia unterschieden wurde. 
Nach  Wilhelm Heinrich Roscher waren Nektar und Ambrosia ursprünglich zwei unterschiedliche Formen derselben Substanz  – Honig, der wie Manna als Tau angesehen wurde, der vom Himmel gefallen war und als Speise und auch als Getränk Verwendung fand.
In einigen Fassungen wird berichtet, dass ein Adler dem heranreifenden Zeus in seinem Versteck auf Kreta von einem hohen Bergquell den Nektar brachte, während das Ambrosia am Meeresstrand angespült wurde.
In den Gedichten Homers und späteren Werken ist Nektar ein Getränk und Ambrosia eine Speise.
Die Göttin Hebe reicht als Mundschenk der Götter Nektar und Ambrosia. Sie wird in dieser Aufgabe von Ganymed abgelöst.